# Georges Ier de Gourie
Pour les articles homonymes, voir Georges Ier.
Georges Ier de Gourie (Giorgi Ier Gurieli géorgien : გიორგი I გურიელი; mort en 1512), de la maison Gouriel, est eristavi (c'est-à-dire: duc) puis  mtavari (i.e. prince) de Gourie de 1483 jusqu'à mort en 1512.
Georges Ier Gurieli est le fils et successeur du duc  Kakhaber II Gurieli par son épouse Anna. Le processus de dissolution du royaume de Géorgie, officialisé en 1491, lui permet de mettre en œuvre une politique semi-indépendante. De ce fait, le souverain de Gourie devient un prince régnant (mtavari), formellement vassal du royaume d'Iméréthie. Georges Ier Gurieli reste toutefois plus ou moins loyal à ses suzerains royaux, Alexandre II et Bagrat III, et exerce la charge de Grand Maitre de la Maison (msakhurt-ukhutsesi) à la cour d'Iméréthie. Vers 1511, il perd au profit de Mzétchabouk Ier Jakéli, Prince de Samtskhe, les provinces d'Adjara et du Lazistan voisines de la Mer noire, que son père avait conquises sur le prédécesseur de Mzétchabouk. Une charte de Mzétchabouk, dans une donation de droits au monastère de  Zarzma dans le siège d'Atskuri, mentionne l’acquisition territoriale sur le Gurieli.
Georges Ier Gurieli meurt en 1512. Il a comme successeur, avec l'accord du roi Bagrat III d'Iméréthie, son fils  Mamia Ier.

## Sources
- (ru) Bagrationi, Vakhushti (1976). Nakashidze, N.T., ed. История Царства Грузинского [History of the Kingdom of Georgia] (PDF) (in Russian). Tbilisi: Metsniereba.
- (ka) Khakhutaishvili, Davit (2009). "ნარკვევები გურიის სამთავროს ისტორიიდან (XV-XVIII სს.)" [Studies in the history of the Principality of Guria (15th–18th centuries)]. სამტომეული, ტ. 2 [Works in three volumes, Vol. 2] (in Georgian). Batumi: Shota Rustaveli State University.  (ISBN 978-9941-409-60-8).